# Polyphony Digital
Polyphony Digital és una companyia de desenvolupament de videojocs interna de Sony Computer Entertainment i és part del recent creat Sony World Studios. Anteriorment era conegut com a Polys Entertainment, però després de l'èxit del Gran Turismo se'ls va permetre tenir més autonomia i van canviar el seu nom per Polyphony Digital.
L'estudi és més conegut per la seva sèrie de videojocs de curses Gran Turismo. Liderada per Kazunori Yamauchi, Gran Turismo s'ha convertit en un dels jocs de carreres amb més èxit per la PlayStation. La saga Gran Turismo ha estat enfocada a oferir un sentit de simulació als videojocs de carreres, permetent als jugadors experimentar el maneig de vehicles que una persona de situació econòmicament normal, mai tindrà l'oportunitat de fer-ho a la vida real.

## Videojocs creats

### PlayStation
- Gran Turismo
- Gran Turismo 2
- Motor Toon Grand Prix
- Motor Toon Grand Prix 2
- Omega Boost

### PlayStation 2
- Gran Turismo 3: A-spec
- Gran Turismo 4
- Gran Turismo 4 Prologue
- Gran Turismo 4 Toyota MTRC Version
- Gran Turismo 4 Toyota Prius Edition
- Gran Turismo 4: Nissan 350Z Limited Edition
- Gran Turismo Concept 2001 Tokyo
- Gran Turismo Concept 2002 Tokyo-Seoul
- Gran Turismo Concept: 2002 Tokyo-Geneva
- Gran Turismo for Boys
- Tourist Trophy

### PlayStation 3
- Gran Turismo HD Concept
- Gran Turismo 5

### PlayStation Portable
- Gran Turismo 4 Mobile